# Istmo de Auckland
El istmo de Auckland, también conocido como istmo de Tāmaki, es una estrecha franja de tierra en la isla Norte de Nueva Zelanda, en la región de Auckland, y la ubicación de los suburbios centrales de la ciudad de Auckland, incluyendo el CBD. El istmo está situado entre dos rías (valles fluviales hundidos), el puerto de Waitematā al norte, que se abre al golfo de Hauraki / Tīkapa Moana y al océano Pacífico, y el puerto de Manukau al sur, que se abre al mar de Tasmania. El istmo es la sección más meridional de la península de Northland.
El istmo de Auckland está delimitado al este por el río Tāmaki y al oeste por el río Whau, dos estuarios de marea del puerto de Waitematā, que fueron utilizados como puertos por las primeras canoas migratorias maoríes y por los maoríes tāmaki para cruzar el istmo (el cruce del río Tāmaki se conoce como Te Tō Waka, y el del río Whau como Te Tōangawaka). A lo largo de la historia de los primeros colonos europeos, se consideró la posibilidad de construir canales en ambos pasos, pero en la década de 1910 se abandonaron estos proyectos.
El istmo fue el centro de la confederación Waiohua de iwi en el siglo XVII y principios del XVIII, que centró su vida en torno a los elaborados pā fortificados de Maungawhau / Mount Eden y Maungakiekie / One Tree Hill. Tras la derrota del jefe supremo Kiwi Tāmaki hacia 1740, el istmo pasó a ser el rohe de Ngāti Whātua Ōrākei. En 1840, los colonos europeos establecieron la ciudad de Auckland en el puerto de Waitematā, a la que siguieron poco después las ciudades fencibles de Onehunga, Ōtāhuhu y Panmure. La ciudad se desarrolló hacia el exterior del puerto de Auckland, y a mediados del siglo XX el istmo estaba casi completamente urbanizado. Organizado originalmente como una variedad de juntas territoriales, distritos y ciudades fracturadas, todo el istmo se amalgamó en una sola autoridad local llamada Auckland City durante las reformas del gobierno local de Nueva Zelanda de 1989, que duró hasta la unificación de todos los gobiernos locales de la región de Auckland en 2010 para crear el consejo de Auckland.
Desde la colonización europea de la región, el istmo ha sido testigo de importantes cambios en el paisaje y las infraestructuras, como la extracción de conos de escoria en el campo volcánico de Auckland, el drenaje de pantanos y humedales para obtener tierras de cultivo y viviendas, y la recuperación de terrenos en el frente marítimo de Auckland. Los proyectos de infraestructuras a gran escala, como la red ferroviaria de la década de 1870, las autopistas de Auckland de la década de 1950 y los puentes (sobre todo el puente del puerto de Auckland, inaugurado en 1959 y que conecta el istmo con la costa norte), han impulsado el crecimiento de la población y la expansión suburbana, tanto en el istmo como en la gran región de Auckland. 

## Historia geológica

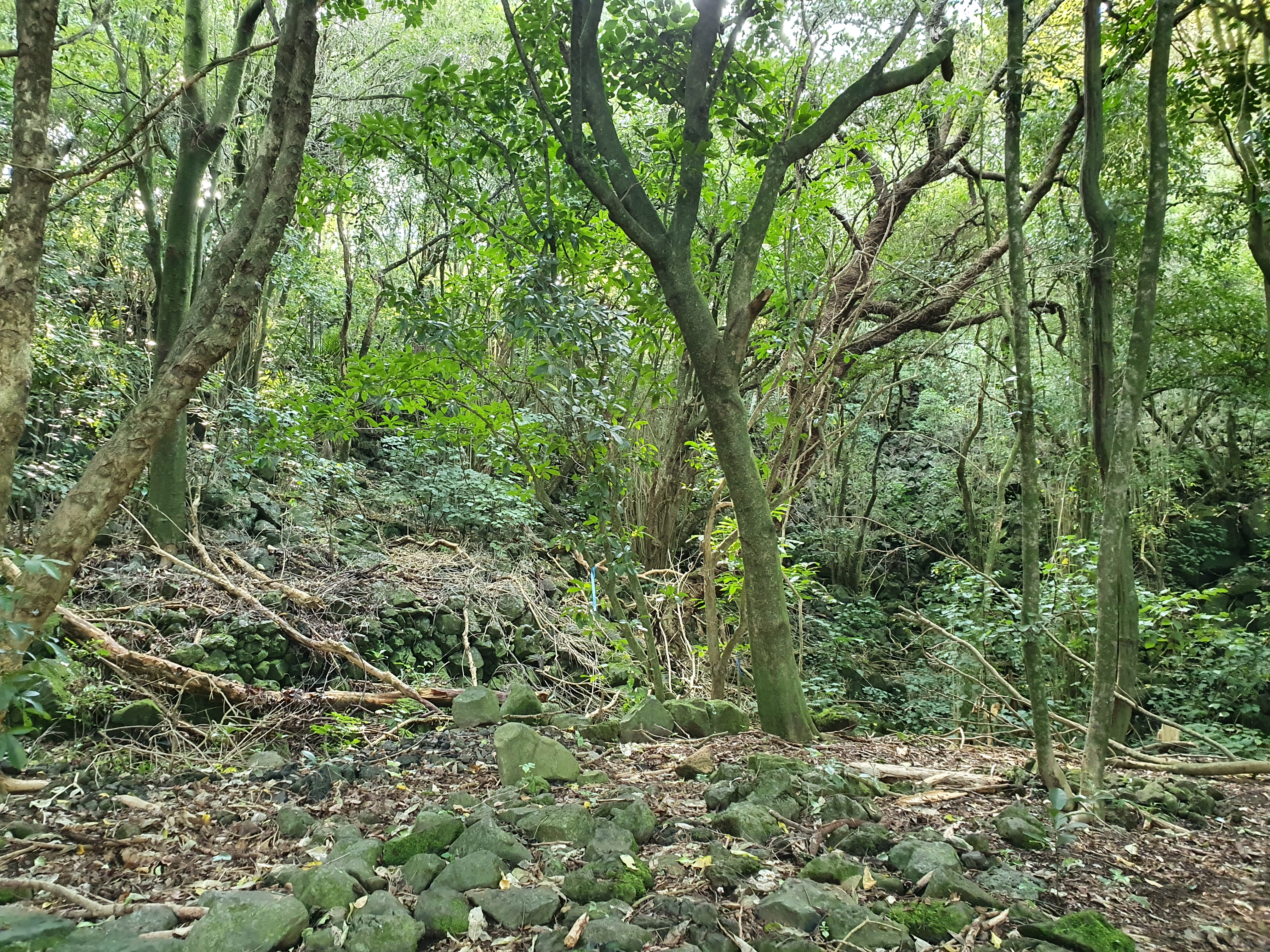
Bosque de rocas de Epsom/Bosque de rocas de Almorah, un ecosistema que antaño cubría gran parte del istmo de Auckland (imagen: remanente de bosque de rocas de lava en la Reserva Withiel Thomas, Newmarket)

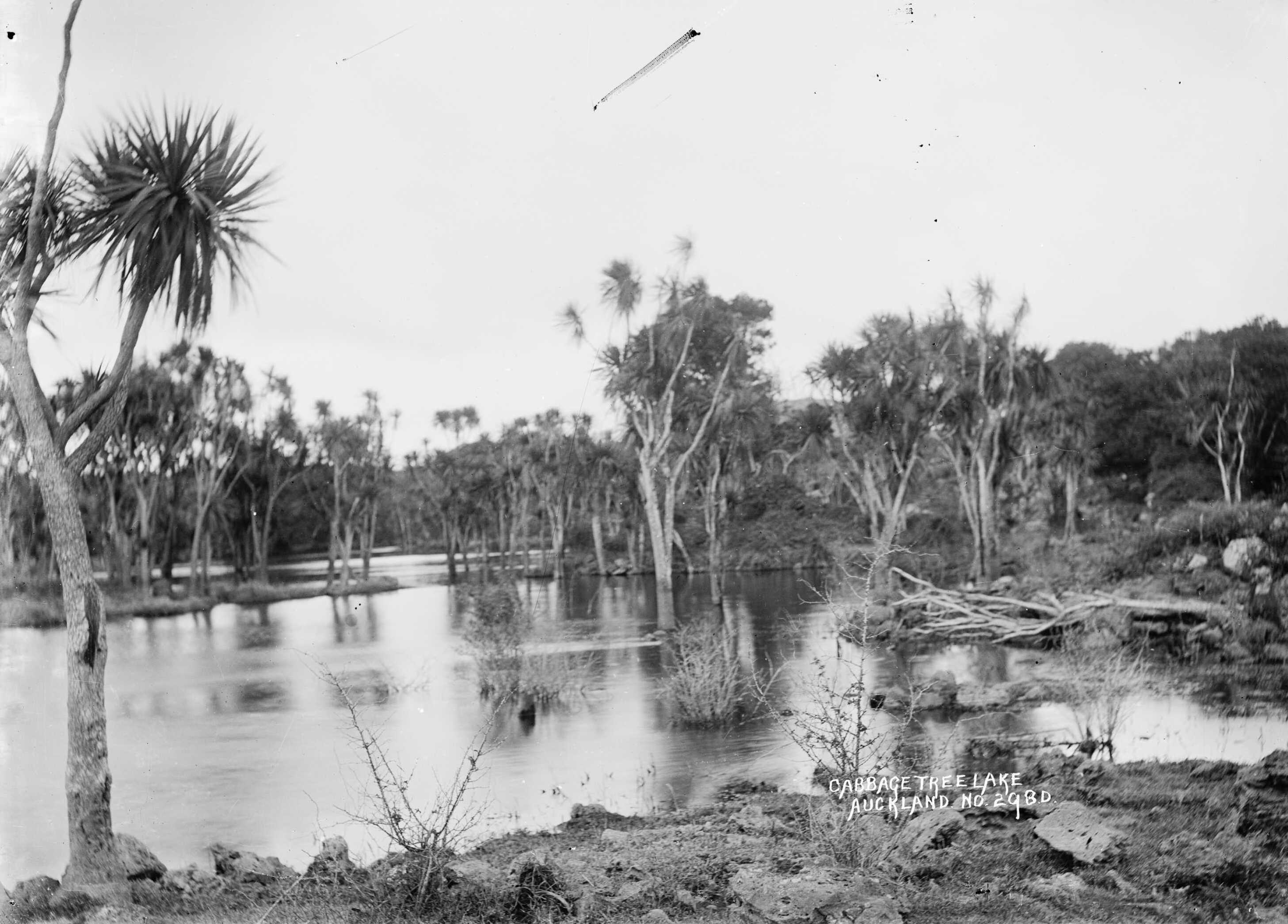
Humedales y pantanos rodeados de Cordyline australis (árboles de la col / tī kōuka) formados en muchas de las zonas no boscosas del istmo (imagen: pantano con árboles de la col en Sandringham, alrededor de 1910)

El istmo está formado por secciones de roca sedimentaria marina del grupo Waitemata del Mioceno temprano, con roca volcánica del Cuaternario procedente de erupciones volcánicas y flujos de lava geológicamente recientes. Hace aproximadamente 23 millones de años, las fuerzas tectónicas entre la placa del Pacífico y la placa Australiana empujaron el istmo de Auckland y las zonas circundantes a profundidades de entre 2000 y 3000 metros bajo el nivel del mar. Esto formó una amplia cuenca sedimentaria, protegida por el gran volcán Waitākere al oeste. Las rocas sedimentarias del grupo Waitemata se formaron por la erosión de los depósitos de la península de Northland, que entonces era una isla levantada.
El istmo en su estructura actual se formó al final del Último Máximo Glacial (conocido localmente como la glaciación de Ōtira), hace entre 12 000 y 7000 años. Cuando el nivel del mar subió, el valle del río al norte, que fue tallado a través de los sedimentos marinos del grupo Waitemata del Mioceno, se hundió y se convirtió en un estuario de marea, el puerto de Waitematā. Un proceso similar ocurrió en el puerto de Manukau, al sur. Durante el Último Máximo Glacial, el istmo moderno estaba dominado por bosques de podocarpos-angiospermas como el kahikatea, el Prumnopitys taxifolia (matai) y helechos arborescentes como el Alsophila smithii (kātote). Al calentarse la zona, gran parte del bosque de podocarpos fue desplazado por mirtáceas como la pōhutukawa y la Ascarina lucida. Antes de los asentamientos humanos, gran parte del istmo estaba cubierto de bosques de árboles de hoja ancha, predominando los árboles de Beilschmiedia tarairi (taraire) y Vitex lucens (puriri).
Una gran parte del campo volcánico de Auckland se encuentra en el istmo de Auckland, incluyendo algunos de los volcanes más prominentes de toba basáltica y escoria: Maungawhau / Mount Eden, Maungakiekie / One Tree Hill, Ōhinerau / Mount Hobson, Maungarei / Mount Wellington y Ōwairaka / Mount Albert. La mayoría de estos volcanes han entrado en erupción en los últimos 30.000 años; sin embargo, los volcanes más antiguos identificados en el istmo son el volcán Albert Park y el Glover Park, que se estima que entraron en erupción hace 145 000 y 161 000 años respectivamente). La actividad volcánica hizo que gran parte de la tierra del istmo se formara con roca volcánica, como la erupción de Te Kōpuke / Mount Saint John (hace aproximadamente 28 000 años), que provocó un flujo de lava que cruzó el istmo y formó el arrecife Meola en el puerto de Waitematā.
El vulcanismo ha influido en la geografía del istmo, creando zonas boscosas y pantanosas únicas. Debajo de gran parte del istmo hay cuevas de lava formadas por erupciones como la de Maungawhau / Monte Edén (hace unos 28.000 años) Conocidas como Ngā Ana Wai por los maoríes tāmaki, las cuevas alimentaban con agua dulce los manantiales y pantanos de los alrededores de Sandringham y Western Springs. La erupción del Maungarei/Monte Wellington (hace unos 10 000 años) bloqueó los arroyos existentes en el istmo y condujo a la formación del Waiatarua, un antiguo lago y actual reserva de humedales/campo de golf en Remuera/Meadowbank. Los pantanos de baja altitud tenían una vegetación predominante de Cordyline australis (árbol de la col / tī kōuka) y Phormium tenax (lino harakeke), y también se formaron detrás de los depósitos de playa en las desembocaduras de los arroyos.
Las erupciones volcánicas dieron lugar a la creación del bosque rocoso de Epsom / bosque rocoso de Almorah, un ecosistema único en el istmo formado por árboles como Meryta sinclairii (puka), Litsea calicaris (mangeao) Alectryon excelsus (tītoki), Melicytus ramiflorus (māhoe), Piper excelsum (kawakawa) y Pseudopanax lessonii (houpara) que crecen principalmente en un entorno de roca y humus foliar, con un mínimo de suelo. El área más grande de arbustos nativos que queda en el istmo es la reserva de arbustos Kepa, en el borde del arroyo Purewa en el sur de Mission Bay, donde los árboles kohekohe dominan las secciones de crecimiento antiguo de la reserva.
El istmo forma parte de la ecorregión de los bosques templados de kauri de Northland, A nivel local, el istmo, junto con las zonas de tierras bajas circundantes y la costa norte hasta las bahías de la costa este, forman el distrito ecológico de Tāmaki del Departamento de Conservación, El lado occidental del istmo sirve de frontera entre las biorregiones de Northland occidental y Hauraki-Auckland para los caracoles terrestres.
Debido a la longitud de la península de Northland, existen importantes diferencias de marea entre los dos puertos que bordean el istmo. Después de que la marea alta llegue al puerto de Waitematā, la marea alta tarda aproximadamente 3,5 horas en llegar al puerto de Manukau.

## Contexto humano

### Historia maorí

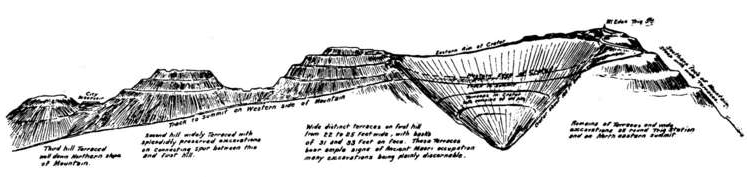
Terrazas en Maungawhau / Monte Edén, una de las localidades más pobladas del istmo durante la confederación waiohua de los siglos y

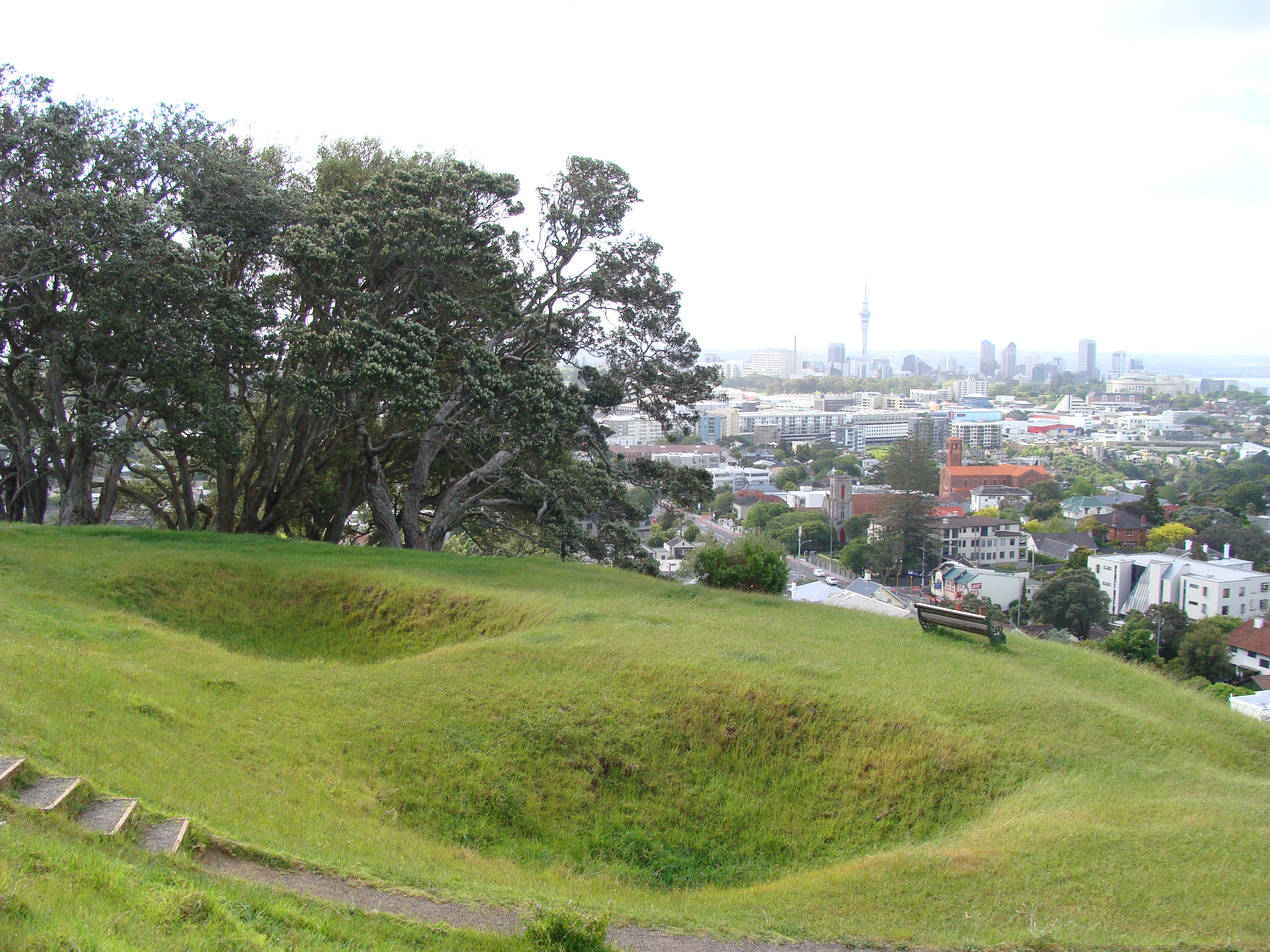
La kūmara (patata dulce) se cultivaba ampliamente en el istmo durante el periodo preeuropeo, y se almacenaba en rúa kūmara (almacenes) (en la imagen, restos de pozos de almacenamiento en Ōhinerau)

El istmo de Auckland fue uno de los primeros lugares visitados por muchas de las canoas migratorias maoríes, como Matahourua, Aotea, Mātaatua, Tainui, Tākitimu, Tokomaru, Te Wakatūwhenua y Moekākara waka. La zona fue llamada Tāmaki Makaurau, que significa "Tāmaki deseado por muchos", en referencia a la conveniencia de sus recursos naturales y su geografía. Los maoríes de Tāmaki consideraron que el istmo era un lugar estratégico importante, debido a los suelos fértiles y los ricos recursos de los dos puertos que lo delimitan.
Los portages, por los que las canoas podían desplazarse a través del istmo en sus puntos más estrechos, eran características importantes del istmo para los maoríes tāmaki. El más importante de ellos era Te Tō Waka, en la ubicación moderna de Portage Road, Ōtāhuhu al sur de Ōtāhuhu / Mount Richmond, donde sólo 200 metros de tierra separaban el puerto de Manukau del río Tāmaki. Otros portages importantes eran Karetu, que estaba al sur del parque regional Mutukaroa / Hamlins Hill, y Te Tōanga Waka (el Portage de Whau), que conectaba el río Whau, Avondale Creek (Waitahurangi) con Karaka, que era la costa del puerto de Manukau en Green Bay. Además de los portages, se crearon senderos a través del istmo, siendo uno de los más notables el camino de Karangahape, que conectaba el istmo central con Cornwallis / Karangahape en el sur de la cordillera de Waitākere.
Entre los siglos XIII y XVIII, gran parte del istmo fue deforestado, y dedicado al cultivo de kūmara (batata). Las tierras pasaban por períodos de cultivo itinerante, en los que, una vez agotada la tierra, se labraba un nuevo campo, y el anterior era colonizado por plantas autóctonas de rápido crecimiento. Tras la cosecha, los cultivos se almacenaban en rua kūmara, un almacén habilitado sobre un pozo seco que suele encontrarse en los conos volcánicos del istmo.
En el siglo XVII, el jefe Hua Kaiwaka consolidó las tribus del istmo como una confederación llamada Waiohua, una unión que duró tres generaciones hasta principios del siglo XVIII. Miles de personas vivían en complejos pā fortificados en Maungawhau / Mount Eden y Maungakiekie / One Tree Hill, y se encontraron asentamientos waiohua en Maungarei, Onehunga, Remuera, Ōrākei, Kohimarama, Rarotonga / Mount Smart, Te Tatua-a-Riukiuta, Ōwairaka / Mount Albert, el valle de Waihorotiu (actual CBD de Auckland), además de Māngere al sur del istmo. Casi todas las colinas, cabos y montañas del istmo tienen algún antecedente de ocupación maorí. Los Te Taoū hapū de Ngāti Whātua derrotaron a Kiwi Tāmaki, el jefe supremo de Waiohua hacia 1741, en una batalla en Paruroa (Big Muddy Creek) en la parte baja de la cordillera Waitākere. Después de que los waiohua fueran derrotados en una serie de batallas, algunos miembros de Te Taoū se asentaron en Tāmaki Makaurau y se mezclaron con los waiohua, llegando a ser conocidos como Ngāti Whātua Ōrākei. Durante este período, el istmo comenzó a ser reforestado, debido a la población relativamente pequeña de Ngāti Whātua Ōrākei. En la década de 1780, Te Tahuri, una jefa de Te Taou regaló tierras en la orilla occidental del río Tāmaki a Ngāti Pāoa en Mokoia (actual Panmure), y en una generación Ngāti Pāoa casi superó en número a Ngāti Whātua en el istmo. Mientras que Ngāti Whātua y Ngāti Pāoa coexistieron pacíficamente al principio, un incidente durante una expedición de pesca de tiburones que llevó a la muerte de Tarahawaiki (padre de Apihai Te Kawau) comenzó un ciclo de ataques de venganza entre Ngāti Whātua/Waiohua y Ngāti Pāoa. Mientras los Ngāti Whātua y los Ngāti Pāoa iniciaban la pacificación en 1793, los Ngāpuhi del norte atacaron a los Ngāti Pāoa, culminando en una batalla en la desembocadura del río Tāmaki, en la que los Ngāti Pāoa se defendieron de los Ngāpuhi, Cuando los misioneros Samuel Marsden y John Gare Butler visitaron el istmo en 1820, había miles de habitantes viviendo en las orillas del río Tāmaki.
A finales de 1821, durante las guerras de los Mosquetes, un Ngāpuhi taua (grupo de guerra) liderado por Hongi Hika atacó Mauināina pā y la aldea de Mokoia en las orillas del río Tāmaki (actual Panmure), causando un gran número de muertes. Este incidente marcó el comienzo de un período de tiempo en el que el istmo estaba más desértico, cuando los maoríes de Tāmaki se refugiaron en regiones alejadas de la amenaza de los asaltantes maoríes de Te Tai Tokerau, que continuó hasta principios de la década de 1830. Los Ngāti Pāoa comenzaron a regresar a la región del golfo de Hauraki en la década de 1820, sin embargo, se centró principalmente en el reasentamiento de la isla de Waiheke, donde había muchas oportunidades de comercio con los balleneros. Los Ngāti Whātua regresaron al istmo a mediados de la década de 1830, se reasentaron en el área de Māngere Bridge-Onehunga. En la década de 1840, gran parte del paisaje del istmo de Auckland estaba cubierto de helechos. El litoral del puerto de Waitematā estaba poblado de árboles pōhutukawa, sin embargo, durante la década de 1840 en adelante, la mayoría de los ejemplares maduros fueron cortados para utilizarlos en la construcción de barcos.

## Historia europea

### El primer período colonial

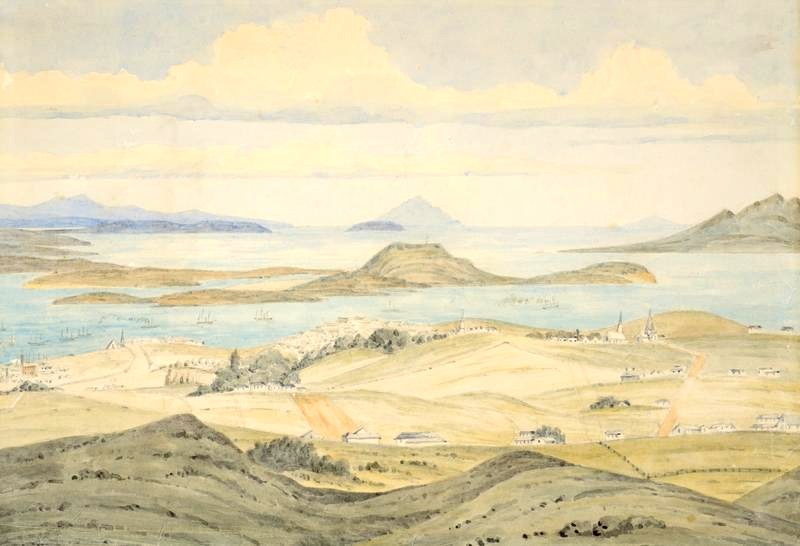
Los asentamientos de Auckland y Parnell en el istmo en la década de 1860, según una acuarela de Edward Harker

En 1840, tras la firma del tratado de Waitangi, el jefe supremo Apihai Te Kawau hizo un tuku (regalo estratégico) de tierras en Waihorotiu, en el puerto de Waitematā, a William Hobson, primer gobernador de Nueva Zelanda, como ubicación para el desarrollo de la capital de la colonia. Este lugar se convirtió en la moderna ciudad de Auckland, comenzando con un puerto desarrollado alrededor de la bahía Comercial. A mediados de 1840, Apihai Te Kawau trasladó a la mayoría de los Ngāti Whātua del puerto de Manukau a Remuera-Ōrākei, en el puerto de Waitematā, más cerca del nuevo asentamiento de Auckland. Se crearon dos puertos a ambos lados del istmo para el asentamiento europeo: el puerto de Auckland, en el puerto de Waitematā, y el puerto de Onehunga, en el puerto de Manukau, separados por nueve kilómetros. En 1841, la Corona compró a Ngāti Pāoa el bloque de Kohimarama (6000 acres que se extendían desde Mission Bay hacia el sur hasta Panmure). Los Ngāti Pāoa entendieron que este trato permitía a los Ngāti Pāoa asentarse y establecer un puesto comercial en Parnell, cerca de la nueva ciudad de Auckland, sin embargo, no se establecieron reservas. La tierra en Mechanics Bay se estableció finalmente como un área general para Ngāti Pāoa, otras iwi y los visitantes más pobres de Auckland, que fue declarada de dominio público en 1898.
Entre 1847 y 1852, el gobernador George Grey estableció las ciudades de Onehunga, Ōtāhuhu y Panmure como puestos de avanzada para el Real Cuerpo de Soldados de Nueva Zelanda, un conjunto de soldados británicos e irlandeses retirados, para que sirvieran de amortiguador contra la amenaza de guerra que se percibía desde el sur. Onehunga, en el puerto de Manukau, se convirtió en una importante ciudad portuaria que facilitaba el comercio con los maoríes tāmaki de Manukau y las tribus de Waikato, que vendían e intercambiaban recursos como melocotones, melones, pescado y patatas. En 1855, la mayoría de las tierras de Ngāti Whātua Ōrākei habían sido entregadas como tuku a la Corona, o se habían perdido por culpa de los especuladores inmobiliarios, y sólo quedaba el bloque de 700 acres de Ōrākei.
Se pudieron urbanizar zonas más amplias de Auckland tras la creación de la Great North Road y la Great South Road, esta última creada durante la década de 1860 para facilitar el movimiento de las tropas durante la invasión del Waikato. Durante la década de 1860, los miembros acomodados de la sociedad de Auckland comenzaron a trasladarse al campo, viviendo en lugares como los modernos Newmarket y Epsom. A finales de la década de 1860, la economía del istmo empezó a decaer, después de que los soldados abandonaran la zona al final de la invasión, y porque la capital se trasladó al sur, a Wellington.

### Década de 1850-1950: desarrollo y vivienda estatal

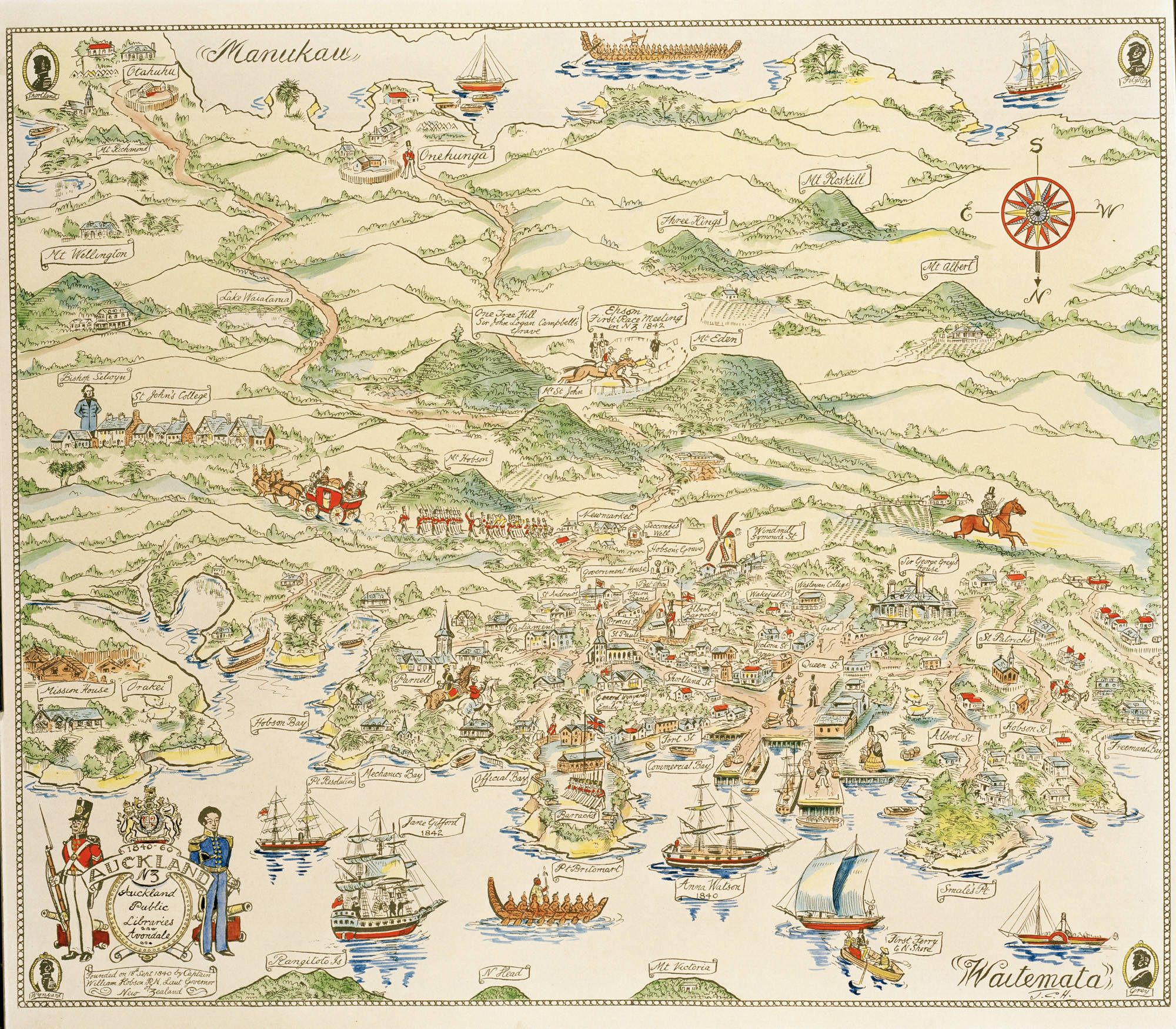
Un mapa pictórico del istmo de Auckland alrededor de 1860, mirando al sur de la ciudad de Auckland hacia los asentamientos de Ōtāhuhu y Onehunga

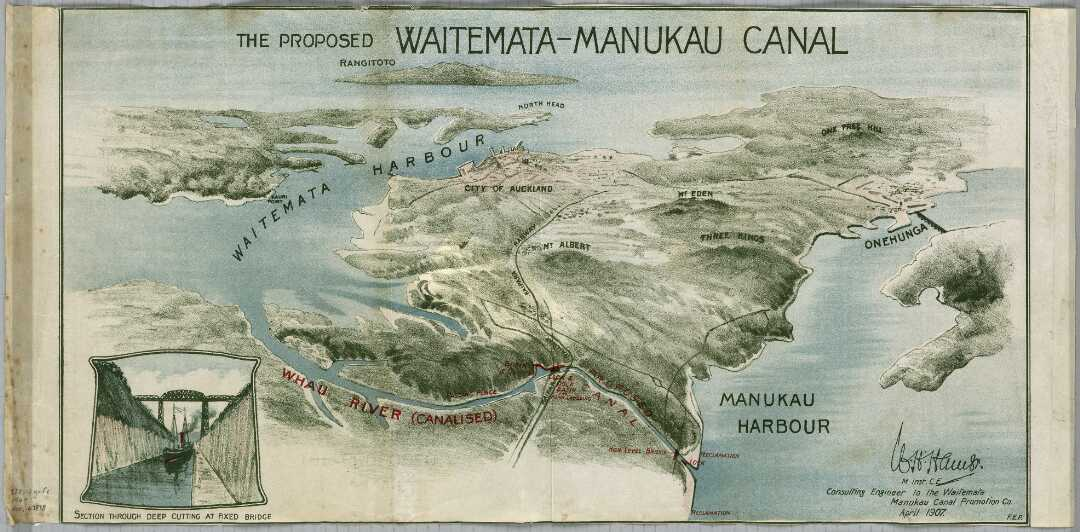
El proyecto de canal portuario Waitematā-Manukau, a lo largo del río Whau (1907)

A partir de 1859, la recuperación de tierras en el puerto de Waitematā permitió que Auckland se convirtiera en un centro de transporte marítimo, facilitando la exportación de bienes como el oro de la fiebre del oro del Támesis y la tala de kauri, hasta que estos recursos se agotaron a principios del siglo XX. En 1890, se recuperaron 53 hectáreas de tierra en los Puertos de Auckland. En la década de 1880, muchos promontorios del puerto de Waitematā se convirtieron en fuertes militares debido a la preocupación por una posible invasión de Rusia, entre ellos Point Resolution en Parnell y Bastion Point en Ōrākei (sin embargo, los más destacados son North Head y Mount Victoria en la costa norte). Durante el siglo XIX, se discutieron ampliamente los planes para construir un canal (en el paso de Ōtāhuhu o en el paso del río Whau) que uniera los dos lados del istmo, pero los planes nunca se llevaron a cabo, y en la década de 1910 la idea se abandonó, tras la finalización del ferrocarril de la Isla Norte.
Durante el siglo XIX, muchos de los conos volcánicos del istmo, como Maungawhau/Monte Eden, Te Kōpuke/Monte Saint John y Maungarei/Monte Wellington, empezaron a explotarse para utilizar la escoria como material de construcción de carreteras. Sin embargo, a finales de siglo, se preferían los depósitos de basalto lávico o el grafito de la cordillera de Hunua. En la década de 1860, el volcán de Albert Park había sido explotado en su totalidad, y en la década de 1880 se explotó el promontorio no volcánico de Point Britomart para utilizarlo como relleno para la recuperación de tierras en Mechanics Bay.
El istmo se conectó con las zonas circundantes de Auckland mediante proyectos de infraestructura. En 1866 se inauguró el puente de Panmure, que conectaba con las granjas del este de Auckland y el asentamiento de Howick, seguido del puente de Māngere, que unía Auckland con el sur en 1875, y el primer puente de Grafton en 1884, que unía la ciudad central con Grafton a través del barranco de Grafton. El primer ferrocarril de Auckland se inauguró en 1873, con la línea Onehunga de 13 km en el ramal Onehunga entre Point Britomart y Onehunga vía Penrose, seguida poco después por la línea sur, que conectaba el istmo con Pukekohe en 1875, y con el tronco principal de la isla norte hasta Te Awamutu en el Waikato en 1880. La Western Line, un tramo de la North Auckland Line, se inauguró el 29 de marzo de 1880 conectando Newmarket con Glen Eden, y se extendió hacia el norte hasta Helensville al año siguiente.
En noviembre de 1902 se inauguraron las líneas de tranvía que conectaban Onehunga y Herne Bay con el centro de la ciudad. En la década de 1920 y principios de 1930, se construyeron líneas de tranvía que conectaban varios suburbios, como Mount Roskill, Remuera, Meadowbank, Point Chevalier (un suburbio recién desarrollado en la década de 1920), Three Kings y Avondale con la ciudad central. La apertura de las paradas del tranvía propició el desarrollo de estos suburbios, atrayendo a familias de ingresos medios, mientras que los suburbios adyacentes a la ciudad, como Ponsonby, Freemans Bay y Grey Lynn, se convirtieron en barrios marginales debido al deterioro del parque de viviendas del siglo XIX.
A principios del siglo XX, el istmo de Auckland se convirtió en la región más poblada de Nueva Zelanda. En 1911, Auckland se convirtió en el centro industrial del país, y en 1921 el puerto de Auckland era el de mayor actividad de Nueva Zelanda (título que más tarde ocupó el puerto de Tauranga). Entre 1915 y 1940, la mayor parte de las zonas norte y central del istmo se urbanizaron, y las áreas de Mount Albert, Avondale, Ellerslie y Onehunga se unieron a la expansión metropolitana de Auckland. La popularidad del automóvil en la década de 1920 también dio lugar a importantes proyectos de hormigonado y sellado en las calles del istmo. En la década de 1930, los suburbios del este del istmo de Auckland se conectaron con el centro de la ciudad tras la construcción de la desviación de Westfield (ahora conocida como la Línea del Este) y Tāmaki Drive en 1932, ambas construidas en franjas recuperadas de la bahía de Hobson y la cuenca de Ōrākei.
El hacinamiento y la mala calidad de las viviendas empezaron a combatirse en la década de 1930 mediante el uso de proyectos urbanísticos y de vivienda estatal. El primero de ellos, bautizado como "Ōrākei Garden Suburb", se concibió como una zona destinada principalmente a familias de clase baja, al tiempo que ofrecía viviendas de alta calidad imposibles de construir en los barrios marginales del centro de la ciudad. En 1945, las zonas de Waterview y Mount Roskill también se habían desarrollado como proyectos de viviendas estatales. Los terrenos en los que se construyeron las viviendas públicas de Ōrākei eran tierras de Ngāti Whātua Ōrākei, que entre 1886 y 1950 fueron vendidas por particulares a la Corona o tomadas a través de la Ley de Obras Públicas, incluyendo Bastion Point (tomada para un fuerte defensivo en 1886) y la planta de aguas residuales de la bahía de Ōkahu en 1908 (ahora el sitio del acuario Sea Life de Kelly Tarlton), que causó una importante contaminación en la bahía cerca del kāinga de Ngāti Whātua. La kāinga y el marae de la bahía de Ōkahu fueron confiscados e incendiados en 1952, con el pretexto de embellecerlos para la visita real de la reina Isabel II en 1953, y los residentes fueron reubicados en viviendas estatales cercanas.

### Década de 1950-1983: autopistas, inmigración y expansión suburbana

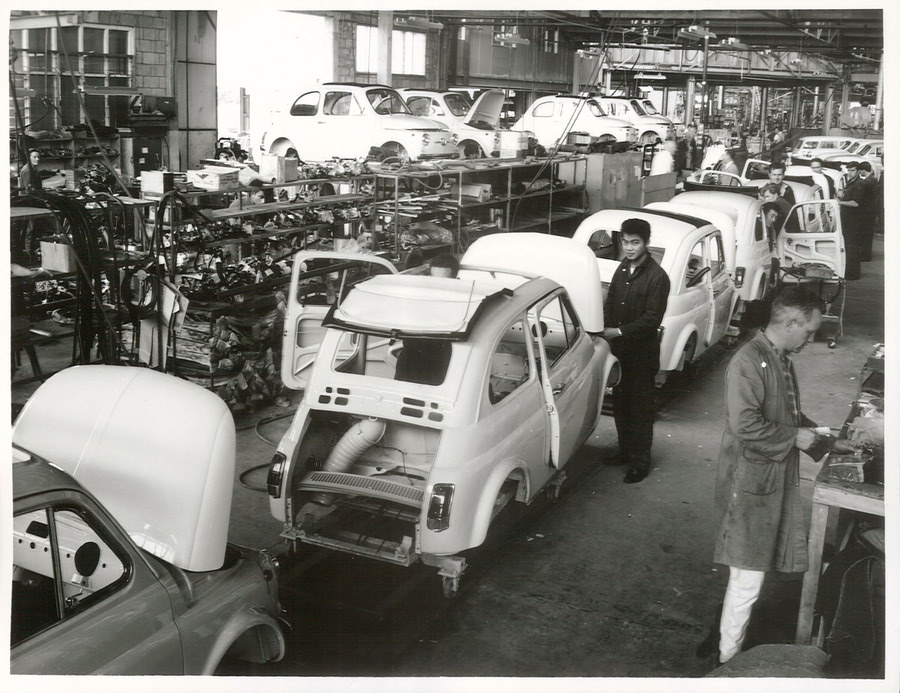
Los Fiat 500 se fabrican en Ōtāhuhu en 1966. En 1967, Nueva Zelanda tenía una de las tasas de propiedad de automóviles per cápita más altas del mundo.

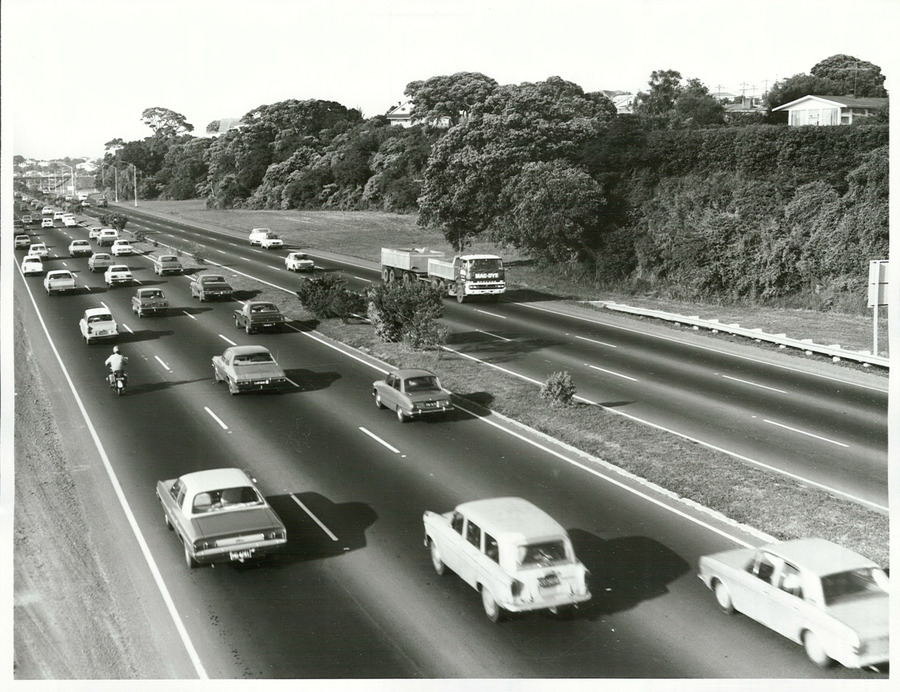
El tráfico matutino en la autopista norte de Auckland en 1975.

A mediados de la década de 1950, las autopistas se convirtieron en un nuevo tipo de proyecto de ingeniería civil que empezó a dominar el istmo. El primer tramo que se inauguró fue la Autopista del Noroeste, en 1952, que conectaba Westerview con la península de Te Atatū, en el oeste de Auckland, para crear un corredor exclusivo para llegar al aeropuerto civil de Whenuapai. A mediados de la década de 1950, el aeródromo de Māngere se convirtió en la ubicación preferida para un aeropuerto internacional, y el aeropuerto de Auckland se inauguró en Māngere en 1966, mientras que el aeropuerto de Whenuapai siguió siendo la base de la RNZAF de Auckland. A la Autopista del Noroeste le siguió la Autopista del Sur de Auckland, que se abrió por primera vez entre Ellerslie y Mount Wellington en 1953, y en 1959 la apertura del puente del puerto de Auckland y la Autopista del Norte de Auckland. En los años sesenta y setenta, los planes de unión de estas tres autopistas condujeron a la creación del Nudo Central de Autopistas, que supuso la destrucción de 15 000 viviendas y el desplazamiento de más de 45 000 residentes en suburbios centrales como Newton y Freemans Bay, al tiempo que creaba una barrera alrededor del CBD de Auckland, aislándolo de los barrios circundantes. La construcción del nudo de la autopista central hizo que los comercios se alejaran de Karangahape Road, adyacente al nudo, lo que hizo que la zona se convirtiera en un barrio rojo. El nuevo modelo centrado en el automóvil para el istmo y el gran Auckland llevó a la supresión de las líneas de tranvía de Auckland, que fueron sustituidas por trolebuses y, finalmente, por rutas de autobús. A principios de la década de 1950, el Departamento de Ferrocarriles de Nueva Zelanda propuso un proyecto de bucle ferroviario central y de electrificación de los ferrocarriles, defendido por el comandante Dove-Myer Robinson, pero los planificadores y consejeros urbanos se opusieron a él. La financiación de este proyecto fue desechada en la década de 1970 por el Tercer Gobierno Nacional.
El aumento de las autopistas, la apertura del puente del puerto y la dependencia del automóvil hicieron más accesibles zonas distantes de la región de Auckland, alimentando un proceso de expansión urbana en Auckland. Las zonas suburbanas fuera del istmo se convirtieron en opciones más populares para los residentes de Auckland, con zonas como Te Atatū en el oeste de Auckland y Ōtara en el sur de Auckland que se desarrollaron como suburbios de clase media y urbanizaciones de bajos ingresos financiadas por el Estado. Glen Innes, una de las últimas zonas agrícolas del istmo, fue desarrollada como zona de viviendas sociales por el gobierno local en la década de 1950. En 1964, las urbanizaciones occidentales de New Windsor y Mount Roskill, las sudorientales de Oranga y Mount Wellington, y las parcelas restantes como Tāmaki hicieron que el istmo de Auckland se convirtiera en una extensión urbana contigua. En 1945, el CBD y los suburbios del centro de la ciudad tenían una población de 68.000 habitantes, pero debido a la suburbanización, la población disminuyó en los 50 años siguientes, y sólo se recuperó hasta los niveles de 1945 a mediados de la década de 2000. A medida que la ciudad de Auckland se fue extendiendo desde el istmo, los suburbios industriales que antes se encontraban en el cinturón exterior de la ciudad, alejados de las zonas residenciales, fueron engullidos por la ciudad. Zonas como Avondale, Rosebank y New Lynn, al oeste, y Mount Wellington, Penrose y Ōtāhuhu, al sur y al este, donde se encontraban las fábricas de vehículos de motor, de pintura, de ropa, de congelados y otros oficios, se vieron rodeadas de viviendas suburbanas.
A medida que la gente se desplazaba hacia los suburbios, el CBD y los suburbios centrales adyacentes perdían popularidad. En 1945, el 38 % de la población activa de Auckland se encontraba en el CBD, pero en 1962 esta cifra había descendido al 26 %. En las décadas de 1940 y 1950, los suburbios más antiguos adyacentes a la ciudad central se habían deteriorado debido al envejecimiento del parque inmobiliario. Durante la Segunda Guerra Mundial, los maoríes urbanos se asentaron en los suburbios del interior de Auckland, como Ponsonby y Parnell; sin embargo, en la década de 1960 los inmigrantes polinesios tendían a establecerse en estos suburbios del interior de la ciudad, mientras que los maoríes tendían a vivir cerca de los límites de la ciudad de Auckland, fuera del istmo. Los inmigrantes pasifika solían proceder de los países asociados al Reino de Nueva Zelanda: Samoa Occidental, las Islas Cook y Niue. En la década de 1950, el Ayuntamiento de Auckland comenzó a planificar la demolición de los suburbios más antiguos, como Freemans Bay. En 1954 se empezaron a construir pisos de varias plantas en los suburbios del centro, pero los planes de demolición a gran escala de las viviendas más antiguas nunca se llevaron a cabo. Durante este periodo, muchas zonas del CBD que habían sido anteriormente zonas de viviendas fueron reedificadas como locales comerciales.
La gentrificación de los suburbios interiores comenzó en la década de 1970, cuando jóvenes principalmente blancos y con estudios se trasladaron a suburbios como Ponsonby, al ver un estilo de vida urbano y multicultural. Estas poblaciones tendían a comprar casas directamente, lo que significaba que las familias pasifika que dependían de las casas de alquiler tendían a trasladarse a los suburbios periféricos de Auckland, como Avondale, y especialmente a las zonas en las que los proyectos de viviendas estatales habían aumentado el parque de viviendas de alquiler, como Māngere y Ōtara en el sur de Auckland. El suburbio central de Grey Lynn siguió siendo un centro para los pasifika de Auckland hasta la década de 1980, y la población pasifika no disminuyó hasta finales de esa misma década.
En 1975, las urbanizaciones de Lynfield y Mount Wellington hicieron que el istmo de Auckland estuviera casi totalmente urbanizado.

### A partir de 1983: Desarrollo e intensificación del CBD

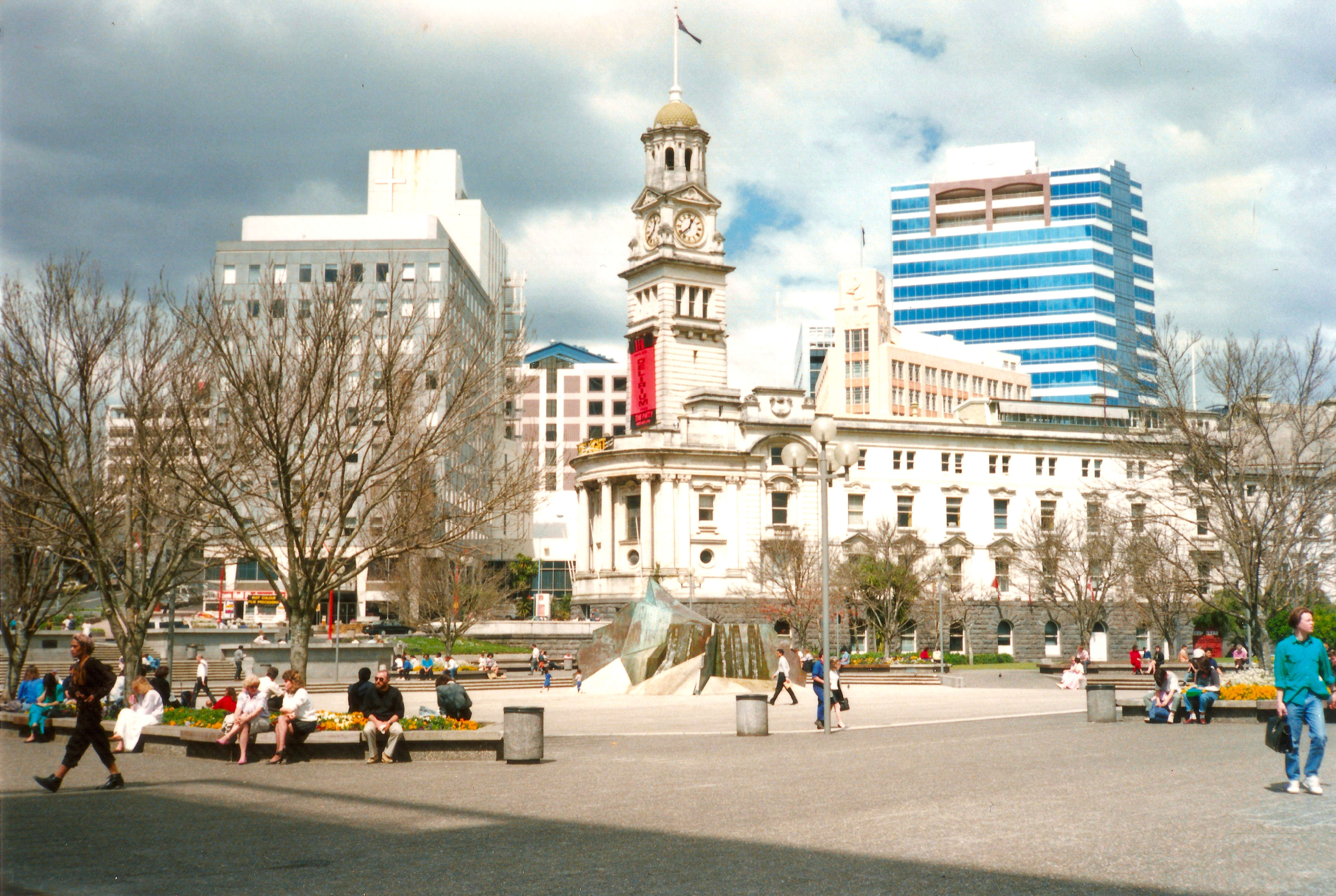
Aotea Square en la década de 1990, mostrando el Ayuntamiento eduardiano de Auckland rodeado de edificios altos de nueva construcción

Entre 1983 y 1987, las inversiones extranjeras provocaron un boom de edificios de oficinas en el CBD de Auckland, convirtiéndolo en la capital financiera de Nueva Zelanda. El desplome del mercado de valores en 1987 provocó el colapso de muchas empresas promotoras, y gran parte del espacio de oficinas que habían construido se reconvirtió en apartamentos residenciales. Entre 1991 y 2007, la población de la ciudad central se duplicó, debido a la construcción a gran escala de apartamentos. Debido a los mínimos requisitos de planificación, los apartamentos del centro de Auckland adquirieron fama de mal diseño. En 2007, el gobierno central introdujo normas mínimas de tamaño y diseño para los apartamentos.
En la década de 1990 y principios de 2000 se produjo una revitalización del CBD y de los suburbios centrales. Muchos proyectos se centraron en el CBD y en las zonas del paseo marítimo, debido a que Auckland acogió la Copa América de 2000 y 2003. Esto se repitió en 2011, cuando la Copa del Mundo de Rugby propició la reurbanización de Wynyard Quarter, Queens Wharf, Eden Park y las estaciones de tren del centro de Auckland.
Desde los años 90, los ayuntamientos de Auckland han adoptado medidas para combatir la expansión urbana, especialmente desarrollando viviendas de media y alta densidad alrededor de los centros urbanos y los nodos de transporte público. El uso del transporte público, que venía disminuyendo desde los años 50, se estancó y alcanzó sus niveles más bajos a principios de los 90. El Centro de Transporte Britomart se propuso en la década de 1990 como forma de aumentar el uso del transporte público y aumentar el valor del suelo para el CBD, y se inauguró en 2003. En 2001, John Banks fue elegido alcalde de la ciudad de Auckland sobre una plataforma de creación de la Autopista del Este, que conectaba el CBD con Auckland Este y los suburbios del istmo oriental, para aliviar los problemas de congestión a los que se enfrentaba Auckland. La propuesta se abandonó finalmente, ya que las autopistas empezaron a perder el favor de la opinión pública. La conexión de Waterview, un proyecto de autopista que une las autopistas del noroeste y del suroeste a través de un túnel doble bajo los suburbios de Waterview y Mount Albert, se inauguró en 2017.
Desde finales de la década de 2000, se han creado varios proyectos de transporte público para aliviar la congestión, como el Northern Busway (2008), la electrificación de los ferrocarriles de Auckland (2014-2015), una red de transporte público más frecuente (2016-2019), y el Eastern Busway (AMETI) (2021-2026). El City Rail Link, un bucle ferroviario subterráneo que une Britomart con la línea occidental, tiene una fecha de apertura prevista para 2024, mientras que los planes para dos corredores de tren ligero, una línea que conecta el CBD con Mount Roskill, Māngere y el aeropuerto de Auckland, y la segunda que conecta el CBD con el noroeste de Auckland, están en fase de planificación.
Una serie de cambios legislativos, como el Plan Unitario de Auckland de 2016 y la Declaración de Política Nacional de Desarrollo Urbano, han permitido una mayor densidad de construcción en el istmo y en toda la región de Auckland.
La Ley de Inmigración de 1987, más liberal, propició un aumento de la inmigración procedente de Asia en la década de 1990, y Auckland se convirtió en un destino destacado para los estudiantes internacionales. El istmo de Auckland, especialmente el CBD, se convirtió en un lugar atractivo para los estudiantes internacionales debido a instituciones terciarias como la Universidad de Auckland, la Universidad Tecnológica de Auckland y las escuelas secundarias locales. En el centro de Auckland se hicieron comunes las escuelas de idiomas y los centros de formación privados especializados en materias como el turismo y la hostelería. A mediados de la década de 2000, la población del CBD de Auckland era considerablemente más transitoria que la de la mayoría de las demás zonas de Nueva Zelanda, debido al gran número de estudiantes, turistas internacionales y nacionales.

## Gobierno local

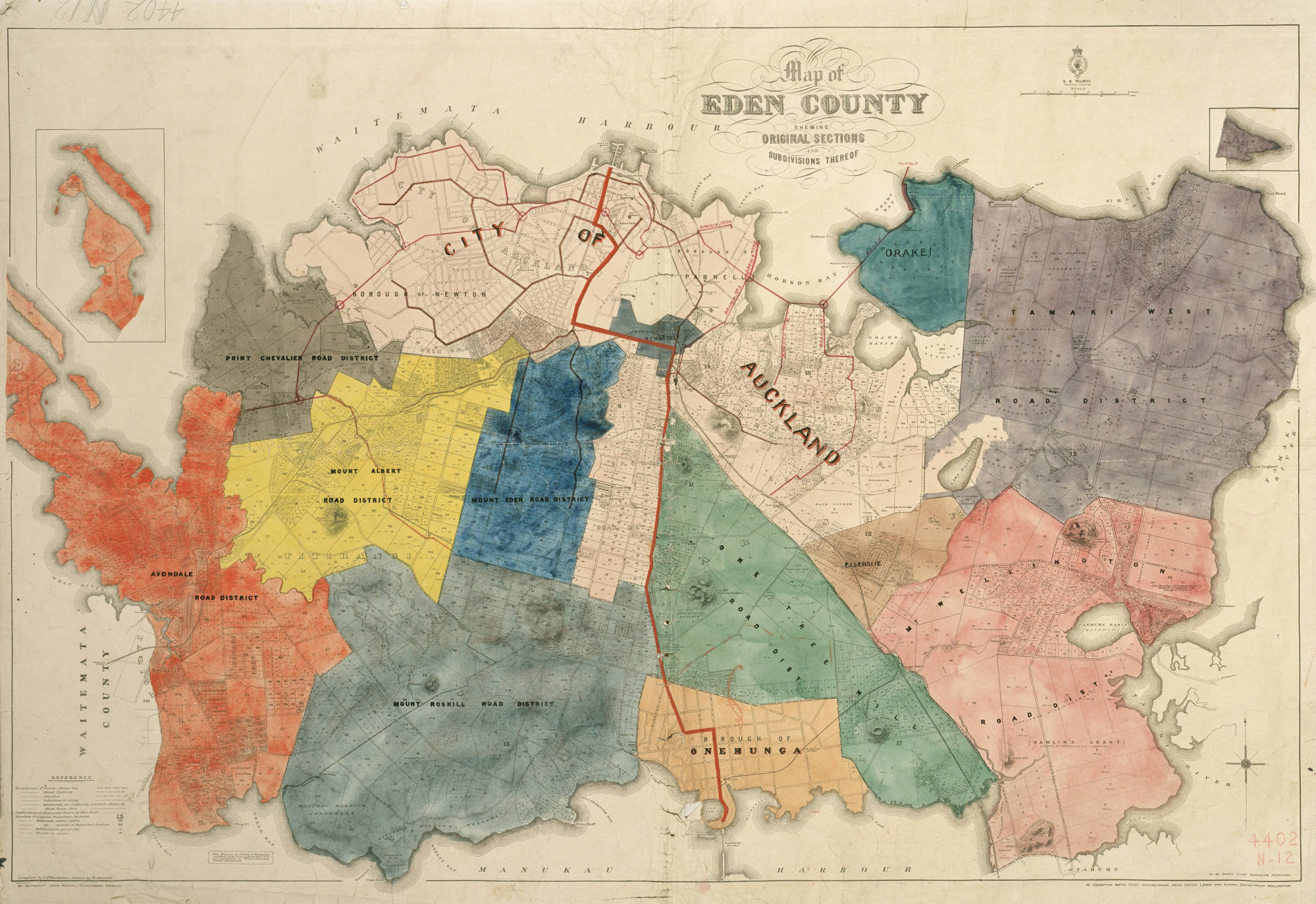
Mapa de 1914 del istmo de Auckland, compuesto por la ciudad de Auckland y los distritos/juntas de carreteras circundantes, que componen lo que se conoce como el condado de Eden.

Las juntas de carreteras fueron el primer gobierno local del istmo en las décadas de 1850 y 1860, fuera de la ciudad colonial, que se establecieron debido a la falta de financiación del gobierno central para la mejora de las carreteras. En 1883, había 69 distritos de carreteras en todo Auckland, sin embargo, a medida que aumentaba la población del istmo, estos organismos se fusionaron en diferentes boroughs y condados. Al sur de la ciudad se encontraba el condado de Eden (fusionado con la ciudad de Auckland en 1940), que, a diferencia de la mayoría de los demás condados de Nueva Zelanda, concedía la mayor parte de sus competencias a las juntas locales de carreteras. Los intentos de crear un gobierno local en el istmo comenzaron en 1851, obstaculizados por los elevados costes de las carreteras y la recesión económica de la década de 1860; sin embargo, en abril de 1871 se había establecido el Ayuntamiento de Auckland en torno al actual CBD. En 1882, las juntas vecinas de Ponsonby, Karangahape y Grafton se fusionaron con la ciudad debido a la mejora de los servicios y las infraestructuras ofrecidas por el consejo. A partir de 1904, se emprendió un mayor enfoque en la amalgama de las zonas circundantes, denominado plan del Gran Auckland, inspirado en movimientos similares en Wellington y Christchurch. Esto condujo a la fusión con Arch Hill (1913), Grey Lynn (1914), Parnell, Remuera y Eden Terrace en 1915, seguidas de Epsom (1917), Point Chevalier (1921), Avondale (1927) (una fusión que aumentó el área de la ciudad de Auckland en un 40 %), y finalmente Ōrākei y la zona rural de Tāmaki al este del istmo en 1928.
En 1978, el istmo albergaba varios distritos y dos ciudades: Auckland y Mount Albert City. A estas dos ciudades se sumó una tercera, Tamaki City, en 1986, resultado de la fusión de los municipios de Mount Wellington y Ōtāhuhu. Durante la reforma del gobierno local de Nueva Zelanda de 1989, el istmo se fusionó en un único ente territorial, la ciudad de Auckland, que fusionó las tres ciudades y los boroughs restantes: Ellerslie, Mount Eden, Mount Roskill, Newmarket, Onehunga y One Tree Hill. El 1 de noviembre de 2010, la ciudad de Auckland se fusionó con las áreas metropolitanas y rurales circundantes para formar una única autoridad unitaria del Consejo de Auckland. Desde la formación del consejo, el istmo de Auckland se ha dividido en cinco distritos: el de Waitematā y Gulf, el de Albert-Eden-Puketāpapa, el de Maungakiekie-Tāmaki, el de Ōrākei y el de Whau. El distrito de Waitematā y Gulf incluye las islas del Golfo de Hauraki / Tīkapa Moana que habían sido administradas por el ayuntamiento de Auckland, mientras que el distrito de Whau incluye una mezcla de suburbios anteriormente administrados por Auckland City y Waitakere City.
El borde occidental del istmo constituye la frontera entre la red eléctrica del Norte (que da servicio a West Auckland, North Shore y la región norte de Auckland) y la red de Auckland. Los consumidores de electricidad de la red de Auckland pueden votar a los administradores de Entrust, un fideicomiso de consumidores de electricidad y accionista mayoritario de la compañía eléctrica Vector Limited, al tiempo que reciben dividendos anuales.